# Re:Zero – Starting Life in Another World
Re:Zero – Starting Life in Another World (japanisch Re:ゼロから始める異世界生活, Re:Zero kara Hajimeru Isekai Seikatsu, dt.: „Re: Leben in einer anderen Welt von Null an“), mit dem alternativen englischen Nebentitel Re: Life in a different world from Zero, ist eine japanische Romanreihe von Tappei Nagatsuki. Der Webroman erhielt eine Adaption als Light-Novel-Reihe mit Illustrationen von Shin’ichirō Ōtsuka, als auch drei Manga-Umsetzungen. Eine Anime-Umsetzung vom japanischen Animationsstudio White Fox startete am 4. April 2016.

## Handlung
Die Story handelt von Subaru Natsuki, einem NEET, der sich abends nach dem Kauf einiger Lebensmittel auf einmal in einer Parallelwelt wiederfindet. Nach anfänglicher Verwirrung wird er von einer silberhaarigen Halb-Elfin, die sich ihm als Satella vorstellt, vor einer Gruppe Schläger gerettet. Er bleibt in ihrer Nähe, da er ihr helfen möchte, ihr Medaillon zu finden, das ihr kurz zuvor gestohlen wurde und sehr wertvoll für sie ist. Nach einiger Zeit finden sie das Versteck des Diebes in den Slums der Stadt. Subaru betritt das Haus des Diebes, findet dort jedoch nur die blutüberströmte Leiche eines Mannes. Daraufhin wird er von einer unbekannten Frau tödlich verletzt. Satella, die bisher draußen gewartet hat, wird durch die Geräusche misstrauisch und betritt ebenfalls das Haus, woraufhin auch sie von der Frau getötet wird. Mit seinen letzten Atemzügen verspricht Subaru, Satella zu retten. Im nächsten Moment findet sich Subaru am helllichten Tag vor dem gleichen Gemüsehändler wieder, dem er nach seiner Ankunft in der Welt einige Sachen gefragt hat. Subaru ist verwirrt, nimmt aber an, sein Tod wäre ein Tagtraum und somit nur Einbildung gewesen. Er macht sich auf die Suche nach Satella und ihrem Medaillon. Darum begibt er sich erneut in den Slum und findet dort den Hausherren, Rom, den er zuvor tot gesehen hat, lebendig wieder. Im Gespräch mit ihm findet Subaru heraus, dass die Diebin, Felt, bald ankommen müsste und er ihr das Medaillon abkaufen kann. Allerdings ist auch eine weitere Partei interessiert an dem Abzeichen, die durch eine Frau vertreten wird und sich als Elsa vorstellt. Elsa bietet eine hohe Summe für das Medaillon, jedoch kann Subaru in der Verhandlung die Oberhand gewinnen, indem er sein Handy anbietet, Technologie, die in dieser Welt nicht existiert. Elsa knickt ein, fragt ihn jedoch was er mit dem Medaillon nun vorhat, woraufhin er antwortet, er möchte den Eigentümer (also Satella) suchen und es ihr zurückgeben. Daraufhin wendet sich die Stimmung: Elsa greift Subaru an und ein Kampf bricht aus. In dessen Verlauf sterben Rom, Felt und Subaru, da sich Elsa als äußerst kampfstark erweist. Im nächsten Moment findet sich Subaru erneut vor dem Gemüsehändler wieder und bricht ohnmächtig zusammen. Als er aufwacht, sieht er Satella auf der Straße laufen und ruft nach ihr. „Satella“ dreht sich um, ist jedoch erzürnt, dass er sie mit dem Namen der bösen Neidhexe anspricht und kennt Subaru augenscheinlich nicht.
Im späteren Verlauf findet Subaru heraus, dass er die Fähigkeit hat, seinen Tod rückgängig zu machen und damit die Zeit zurückspult. Problematisch ist dabei jedoch, dass er den Zeitpunkt, an dem er aufwacht, nicht selbst bestimmen kann, sondern dieser scheinbar zufällig festgelegt wird. Weiterhin erinnert sich niemand außer ihm, was vor seinem Tod geschehen ist. Auch kann er niemandem von seiner Fähigkeit erzählen, da, wenn er es versucht, die Zeit stillzustehen scheint und bedrohliche Arme aus Miasma erscheinen, die den Eindruck erwecken, ihn töten zu wollen, falls er weiterspricht.

## Veröffentlichung
Tappei Nagatsuki veröffentlichte Re:Zero zuerst ab 20. April 2012 auf der Website für Webromane Shōsetsuka ni narō (小説家になろう, „Werde Romanautor“). Der Verlag Media Factory kam dann auf Nagatsuki zu und bot diesem an, das Werk professionell zu veröffentlichen. Dennoch werden neue Kapitel weiterhin zuerst auf Shōsetsuka ni narō veröffentlicht. Der erste Band dieser von Shin’ichirō Ōtsuka illustrierten Light-Novel-Reihe wurde am 25. Januar 2014 veröffentlicht. Bisher (Stand: Juli 2020) wurden 23 Bände veröffentlicht, außerdem vier Bände einer Spinoff-Reihe (EX) und sechs Bände mit Nebengeschichten (Tanpenshuu).
Die Light-Novel-Reihe wurde von Yen Press im Dezember 2015 für den amerikanischen Raum lizenziert und erscheint seit dem 19. Juli 2016.

## Adaptionen

### Manga
Das Werk wurde in drei Mangareihen adaptiert: Re:Zero kara Hajimeru Isekai Seikatsu: Daiisshō: Ōto no Ichinichi-hen (Re:ゼロから始める異世界生活 第一章 王都の一日編, dt. „~: Kapitel 1: Der erste Tag in der königlichen Hauptstadt“) gezeichnet von Daichi Matsue erschien im Magazin Comic Alive von Media Factory zwischen dem 27. Juni 2014 (Ausgabe 8/2014) und dem 27. Februar 2015 (Ausgabe 4/2015). Die Einzelkapitel wurden auch in zwei Sammelbänden (Tankōbon) zusammengefasst.
Re:Zero kara Hajimeru Isekai Seikatsu: Dainishō: Yashiki no Ishūkan-hen (第二章 屋敷の一週間編, dt. „~: Kapitel 2: Die erste Woche in der Residenz“) von Makoto Fūgetsu erschien bei Square Enix in dessen Magazin Big Gangan ab dem 25. November 2014 (Ausgabe 12/2014). Insgesamt wurden auch fünf Sammelbände verlegt. Das jüngste Werk, Re:Zero kara Hajimeru Isekai Seikatsu Daisanshō: Truth of Zero wurde ebenfalls von Daichi Matsue für Comic Alive gezeichnet. Es erschien vom 27. Mai 2015 (Ausgabe 7/2015) bis zum 21. Februar 2020. Die Kapitel erschienen auch in elf Sammelbänden.
In Deutschland erschienen die ersten beiden Bände unter dem Titel Re:Zero – Capital City im Oktober 2016 und Januar 2017 bei Tokyopop. Die Fortsetzung folgte von Juni 2022 bis Februar 2023 unter dem Titel Re:Zero – The Mansion, der Nachfolger dann als Re:Zero – Truth of Zero ab Mai 2023 in bisher acht Sammelbänden (Stand: Dezember 2024), beide bei Altraverse. Yen Press brachte alle drei Manga-Reihen in den USA heraus, Panini Comics in Mexiko und J-Pop in Italien. Bei Ototo erschien die erste Serie in Frankreich und bei Istari Comics in Russland.

### Anime
Studio White Fox adaptiert das Werk als Anime-Serie. Regie führt Masaharu Watanabe und geschrieben wurde sie von Masahiro Yotokani, während Kyūta Sakai das Charakterdesign und die Animationsleitung übernimmt.
Die 25 Folgen umfassende erste Staffel der Serie lief vom 4. April bis 19. September 2016 nach Mitternacht (und damit am vorigen Fernsehtag) auf TV Tokyo und begann mit einer 48 Minuten langen Doppelfolge. Die Serie wurde als Simulcast beim Streamanbieter Crunchyroll weltweit außerhalb Asiens gestreamt.
Die Vorspanntitel sind Redo von Konomi Suzuki und Paradisus-Paradoxum von MYTH & ROID. Die häufigsten Abspanntitel sind Styx Helix von MYTH & ROID und Stay Alive von Rie Takahashi. Vereinzelt laufen die Titel während der Anime noch spielt oder bei einzelnen Episoden wurden auch andere Titel benutzt, wie STRAIGHT BET oder theater D von MYTH & ROID. Teilweise wurden Vor- und/oder Abspanntitel auch komplett weggelassen.
Eine OVA-Bonusfolge wurde im September 2017 angekündigt. Die OVA-Episode mit dem Titel Re:Zero – Memory Snow wurde ab dem 6. Oktober 2018 in den japanischen Kinos gezeigt. Eine zweite OVA-Episode mit dem Titel Re:Zero – Frozen Bonds wurde ab 8. November 2019 in Japan gezeigt.
Eine zweite Staffel wurde im März 2019 angekündigt und sollte ab April 2020 in Japan ausgestrahlt werden. Allerdings wurde der Start der zweiten Staffel aufgrund der COVID-19-Pandemie auf Juli 2020 verschoben. Die ersten 13 Folgen der zweiten Staffel wurden bis 30. September 2020 ausgestrahlt, die restlichen zwölf Folgen wurden zwischen dem 6. Januar und 24. März 2021 ausgestrahlt. Auch die zweite Staffel wurde von Crunchyroll weltweit im Simulcast gestreamt. Vorspanntitel der zweiten Staffel waren Realize von Konomi Suzuki sowie Long shot von Mayu Maeshima. Als Abspanntitel wurden meistens Memento und Believe in you von nonoc, teils aber auch weitere Titel oder auch die Vorspanntitel benutzt.
Vom 2. Oktober bis 20. November 2024 sowie vom 5. Februar bis 26. März 2025 wird eine zweigeteilte dritte Staffel in Japan auf AT-X und weltweit im Simulcast bei Crunchyroll gezeigt. Sie besteht aus 16 Episoden, wobei die erste Episode als 90-minütiges Special veröffentlicht wurde. Die erste Episode feierte am 5. Juli 2024 auf der Anime Expo in Los Angeles Premiere, ab dem 30. August 2024 fanden zudem Kinoaufführungen der ersten überlangen Folge in Japan statt. Als Vorspanntitel der drittel Staffel wird Reweave von Konomi Suzuki genutzt, als Abspanntitel NOX LUX von MYTH & ROID.
Mit Ausstrahlung der letzten Episode der dritten Staffel wurde eine vierte Staffel angekündigt.
Die Serie wurde mit deutscher Synchronisation ab dem 29. November 2019 auf der VoD-Plattform Anime on Demand veröffentlicht. Nach Einstellung von Anime on Demand wird die Veröffentlichung der Folgen auf Crunchyroll fortgeführt. Seit dem 5. Dezember 2019 wird die Serie in Deutschland zudem auf DVD und Blu-ray veröffentlicht.

#### Synchronisation
Die deutsche Synchronfassung der ersten beiden Staffeln entstand bei Oxygen Sound Studios in Berlin. Die Dialogbücher stammen von René Dawn-Claude. Die Dialogregie führten René Dawn-Claude (1. Staffel) und Velin Marcone (2. Staffel).
| Rolle               | japanischer Sprecher (Seiyū) | deutscher Sprecher                                         |
| ------------------- | ---------------------------- | ---------------------------------------------------------- |
| Subaru Natsuki      | Yūsuke Kobayashi             | Tim Schwarzmaier                                           |
| Emilia              | Rie Takahashi                | Gabrielle Pietermann                                       |
| Puck                | Yumi Uchiyama                | Rubina Nath                                                |
| Felt                | Chinatsu Akasaki             | Charlotte Uhlig                                            |
| Rem                 | Inori Minase                 | Marie Hinze                                                |
| Ram                 | Rie Murakawa                 | Kristina Tietz                                             |
| Beatrice            | Satomi Arai                  | Cathlen Gawlich                                            |
| Reinhard van Astrea | Yūichi Nakamura              | Tim Knauer                                                 |
| Elsa Granhiert      | Mamiko Noto                  | Sonja Spuhl                                                |
| Roswaal L. Mathers  | Takehito Koyasu              | Matthias Klie (Staffel 1) Matthias Deutelmoser (Staffel 2) |
| Echidna             | Maaya Sakamoto               | Marieke Oeffinger                                          |
| Frederica Baumann   | Nazuka Kaori                 | Jessica Rust                                               |
| Garfiel Tinsel      | Nobuhiko Okamoto             | Vincent Borko                                              |
| Regulus Corneas     | Akira Ishida                 | Julien Haggège                                             |
| Typhon              | Misaki Kuno                  | Jodie Blank                                                |